# Dennis Farina
Dennis Farina (Chicago, Illinois, 1944. február 29. – Scottsdale, Arizona, 2013. július 22.) amerikai színész, műsorvezető.
Általában gengszter vagy rendőrszerepeket játszott. Ismertebb szerepei voltak Jack Crawford Az embervadász (1986), Jimmy Serrano az Éjszakai rohanás (1988), Ray Barboni a Szóljatok a köpcösnek! (1995) és Avi unokatestvér a Blöff (2000) című filmekben. Ő alakította továbbá Mike Torello karakterét a Crime Story (1986-1988) című sorozatban, illetve Joe Fontanát az Esküdt ellenségekben (2004-2006). Az Unsolved Mysteries című sorozat műsorvezetője volt. Utolsó jelentősebb szerepe az HBO Luck című műsorában volt.

## Életpályája
1944. február 29-én született Chicago Old Town nevű körzetében, Joseph és Yolanda Farina gyermekeként. Hét gyermekük közül ő volt a legfiatalabb. Apja orvos volt, míg anyja háziasszony. Farina Old Townban nőtt fel.
Mielőtt színész lett, előbb a katonaságnál, majd 1967-től 1985-ig a chicagói rendőrségnél szolgált.

## Magánélete
1970-től 1980-ig Patricia Farina volt a felesége. Három fiuk született: Dennis Jr., Michael és Joseph, utóbbi szintén színész. Barátnőjével, Marianne Cahillal élt Chicagóban és Scottsdale-ben.

## Filmjei
- Az erőszak utcái (1981)
- Gyilkosság a toronyházban (1983)
- Miami Vice (1984-1989)
- A csend kódja (1985)
- "A zsarunő" (1986)
- Tripla csavar (1986)
- Táncos Jo Jo (1986)
- Az embervadász (1986)
- Crime Story (1986-1988)
- Az Alcatraz foglyai (1987)
- Éjszakai rohanás (1988)
- Los Angeles-i fojtogatók (1989)
- A felső tízezer (1990)
- Érinthetetlenek (1990)
- Havanna (1990)
- Drogháborúk (1992)
- A nagypénz beszél (1992)
- Utcai bűnügyek (1992)
- Mesék a kriptából (1992)
- Zsarulesen 2. (1993)
- Rómeó vérzik (1993)
- Árral szemben (1993)
- Világverők (1994)
- Bonanza: Támadás alatt (1995)
- Sötét múlt (1995)
- Szóljatok a köpcösnek! (1995)
- Eddie (1996)
- Öri-hari (1997)
- Bella maffia (1997)
- Mint a kámfor (1998)
- Ryan közlegény megmentése (1998)
- Buddy Faro (1998-2000)
- Drogosztag (1999)
- Hulla, hó, telizsák (2000)
- Blöff (2000)
- Totál káosz (2002)
- Az iskoláját! (2002)
- Családodra ütök (2002-2003)
- Paparazzi (2004)
- Esküdt ellenségek (2004-2006)
- Esküdt ellenségek: Az utolsó szó jogán (2005)
- A múlt fogságában (2005)
- Az igazság ligája: Határok nélkül (2005)
- Piás polák bérgyilkos (2007)
- Bíbor violák (2007)
- Borban az igazság (2008)
- Míg a jackpot el nem választ (2008)
- Joe May utolsó dobása (2011)
- Befutó (2011-2012)
- Dr. Plüssi (2012)
- Újabb Bolondos Dallamok: Együtt a csapat (2013)
- Új csaj (2013)
- Anonim alkotók klubja (2014)